# Formazione dei Fates Warning
Nel corso dei vari decenni di attività, la band ha subito diversi cambi di formazione, nei quali si sono avvicendati 13 membri ufficiali.

## Tutti i membri

### Attuale
- Ray Alder - voce (1987-presente)
- Jim Matheos - chitarra (1982-presente)
- Michael Abdow - chitarra (2017-presente)
- Joey Vera - basso (1996-presente)
- Bobby Jarzombek - batteria (2007-presente)

### Ex componenti
- Victor Arduini - chitarra (1982-1985)
- John Arch - voce (1982-1987)
- Joe DiBiase - basso (1982-1996)
- Steve Zimmerman - batteria (1982-1988)
- Frank Aresti - chitarra (1986-1996, 2005-2016)
- Mark Zonder - batteria (1988-2005)
- Nick D'Virgilio − batteria (2005-2007)

### Turnisti
- Kevin Moore - tastiera (1996)
- Ed Roth - tastiera (1997)
- Bernie Versailles - chitarra (1998)
- Shaun Michaud - tastiera, chitarra (2000)
- James LaBrie − voce (2005)

## Formazioni

### Warning I
- John Arch - voce
- Jim Matheos - chitarra
- Victor Arduini - chitarra
- Joe DiBiase - basso
- Steve Zimmerman - batteria

### Warning II
- John Arch - voce
- Jim Matheos - chitarra
- Frank Aresti - chitarra
- Joe DiBiase - basso
- Steve Zimmerman - batteria

### Warning III
- Ray Alder - voce
- Jim Matheos - chitarra
- Frank Aresti - chitarra
- Joe DiBiase - basso
- Mark Zonder - batteria e percussioni

### Warning IV
- Ray Alder - voce
- Jim Matheos - chitarra
- Frank Aresti - chitarra, cori
- Bobby Jarzombek - batteria
- Joey Vera - basso

### Warning V
- Ray Alder – voce
- Jim Matheos – chitarra
- Joey Vera – basso, cori
- Bobby Jarzombek – batteria
- Michael Abdow – chitarra